# 謝崇祥
謝崇祥（1852年—1930年），福建省福州長樂縣人，中國武術名家，為鳴鶴拳傳人。

## 生平
謝崇祥為長樂縣岱邊人，小名如如，他的徒弟稱呼他為如師。師從潘嶼八，學習南少林白鶴拳，後以拳技聞名於福建。

## 考證
剛柔流始創人慎善熙（東恩納寛量）曾在福州拜一位名為「如如哥」的拳師為師，有一說如如哥即是謝崇祥。根據國際沖繩剛柔流空手道連盟（I.O.G.K.F）中國及香港區總教練林競峰考證, 認為謝祟祥不可能是慎善熙的師傅。